# Platygonia spatulata
Platygonia spatulata är en insektsart som beskrevs av Victor Antoine Signoret 1854. Platygonia spatulata ingår i släktet Platygonia och familjen dvärgstritar. Inga underarter finns listade i Catalogue of Life.